# Dub Pistols
Die Dub Pistols sind eine 1996 von Barry Ashworth gegründete Big-Beat-Band aus West-London. Neben Ashworth ist der Bassist Jason O’Bryan seit diesem Jahr Mitglied der Gruppe, später stießen Gitarrist John King sowie Bill Borez und Malcolm Wax (DJ) hinzu. Die Band ist insbesondere für ihre Remixe bekannt, unter den Kunden befinden sich Gruppen wie Bush, Korn und Moby. Darüber hinaus veröffentlichten die Dub Pistols Alben sowie eine Vielzahl EPs unter eigenem Namen.

## Diskografie

### Studioalben
- 1998: Point Blank
- 2001: Six Million Ways To Live
- 2007: Speakers and Tweeters
- 2009: Rum and Coke
- 2012: Worshipping The Dollar
- 2015: Return of the Pistoleros
- 2017: Crazy Diamonds
- 2020: Addict
- 2023: Frontline